# Benson & Hedges Centennial Open 1971
Il 'Benson & Hedges Centennial Open 1971 è stato un torneo di tennis giocato sull'erba. È stata la 15ª edizione dell'Auckland Open, che fa parte del Pepsi-Cola Grand Prix 1971. Si è giocato all'ASB Tennis Centre di Auckland in Nuova Zelanda, dal 1° al 7 marzo 1971.

## Campioni

### Singolare
Bob Carmichael ha battuto in finale  Allan Stone con il punteggio di 7–6, 7–6, 6–3

### Doppio
Bob Carmichael /  Ray Ruffels hanno battuto in finale  Brian Fairlie /  Raymond Moore con il punteggio di 6–3, 6–7, 6–4, 4–6, 6–3